# Caruaru
Caruaru város Brazíliában, Pernambuco államban. Lakosainak száma 378 048 fő (2022). Caruaru São Caetano, Agrestina és Toritama községekkel határos.

## Népesség
A település népességének változása:
| Lakosok száma | 253 634 | 314 912 | 347 088 | 365 278 | 369 343 | 378 048 |
|               | 2000    | 2010    | 2015    | 2020    | 2021    | 2022    |